# Rosenbukig barbett
Rosenbukig barbett (Pogonornis minor) är en fågel i familjen afrikanska barbetter inom ordningen hackspettartade fåglar.

## Utseende och läte
Rosenbukig barbett är en stor och knubbig barbett med ljus näbb, röd hjässa och aprikosfärgad buk. Fåglar i västra delen av utbredningsområdet är mestadels brunaktiga i ansiktet, medan de i öster har kontrasterande mörk ovansida och ljus undersida. Lätet är ett hårt "krek" och ett drillande strävt ljud likt både en pipleksak och gulnäbbad blåkråka.

## Utbredning och systematik
Rosenbukig barbett förekommer i Centralafrika. Den delas in i två underarter med följande utbredning:
- minor – förekommer i södra Gabon och västra Kongo-Kinshasa till västra Angola
- macclounii – förekommer i södra och centrala Kongo-Kinshasa till centrala Angola, norra Zambia, Malawi och västra Tanzania

## Levnadssätt
Rosenbukig barbett hittas i skogslandskap, flodnära skogar och trädgårdar. Där uppträder den tillbakadraget och ses vanligen i par.

## Status
IUCN bedömer hotstatus för underarterna var för sig, båda som livskraftiga.